# الصليب الأحمر الأنغولي
جمعية الصليب الأحمر الأنغولي (بالبرتغالية: Cruz Vermelha de Angola) ، هي مؤسسة طبية في أنغولا أسست سنة 1978م، وتقع مقرها الرئيسي في العاصمة الأنغولية لواندا.

## وصلات خارجية
- Angola Red Cross Profile (بالإنجليزية)
- Official Red Cross Web Site (بالإنجليزية)